# الدين في مالطا

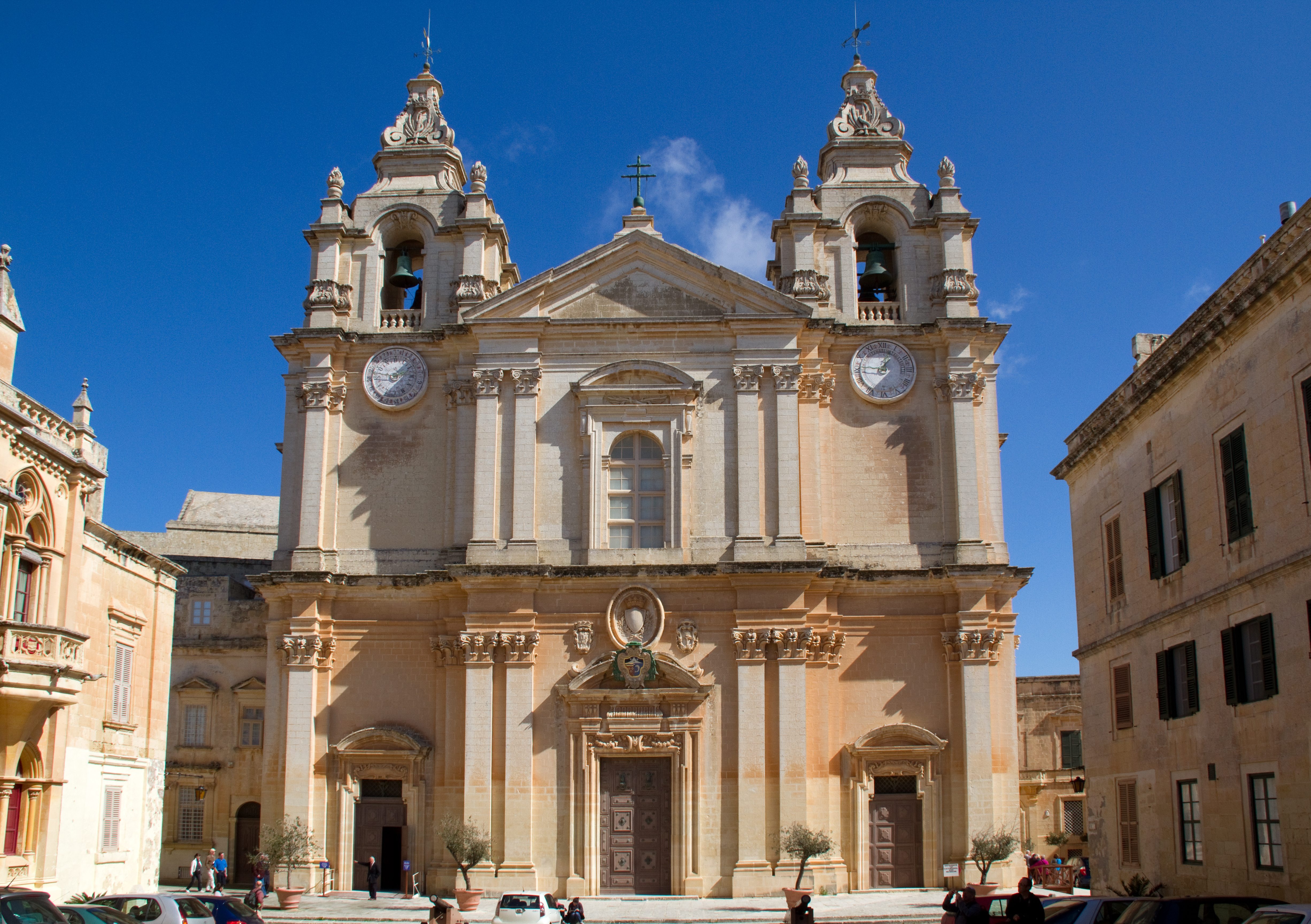

تُوجد العديد من الأديان في جزيرة مالطا الأوروبية، غير أن الغالبية العُظمى من السكان يَعتنقون المسيحية الكاثوليكية. وبعدَهم يَأتي المُسلمون بنسبة 1.5% تقريباً، بينما تتوازع النسبة الباقية أعداد ضئيلة من اليَهود والأرثوذكس الشرقيين والبروتستانت. تُوجد العديد من الكنائس الكاثوليكية في مالطا، كما يُوجد فيها مسجد للمُسلمين وكنيس لليَهود.

## الكاثوليك
المسيحية الكاثوليكية هيَ ديانة أغلبية سكان في مالطا، فبحسب إحصائية الكنسية عام 2006 يُمثل الكاثوليك نسبة %93.89 من كافة السكان.

## المسلمون
يُوجد حوالي 6,000 مُسلم في مالطا، وهُم بذلك يُمثلون نسبة 1.44% من السكان.

## اليهود
لقد بلغ عدد السكان اليهود في مالطا ذروته خلال القرون الوسطى تحت حُكم النورمان الذي بدأ في عام 1090م، ففي ذلك الوقت كان يَعيش 500 يهوديٍّ على جزيرة مالطا الكبرى و350 في غوزو. لكن لاحقاً في عام 1479 أصبحت مالطا وصقلية تحت حُكم أراغون ومعَ صُدور مرسوم الحمراء في عام 1492، اضطر جميع اليَهود إلى مُغادرة البلاد. وقد اعتنق عشراتُ اليَهود المسيحية المالطية من أجل أن يكونوا قادرين على البقاء في البلد.
ولاحقاً انبعثت الثقافة اليهودية من جديد في مالطا خلال عهد فرسان المشفى. وفي القرون الوسطى هربَ القبلاني اليهودي إبراهيم أبو لافي من صقلية ملتجأً إلى مالطا. وقد توفي هُناك في جزيرة صغيرة من كومينو في سنة 1290.

## الديانات الأخرى
يُوجد أيضاً حوالي 400 مسيحي أورثودكسي[ ؟ ]، كما يُوجد كنيس لليَهود وجامع[ ؟ ] للمسلمين ومدرسة ابتدائية. ويُقدر عدد المسلمين في مالطا بحوالي 3,000، من بينهم 2,250 أجنبي و600 متجنس تقريباً وحوالي 150 مولود في مالطا.

## الاعتقادات الدينية
- يَعتقد 95% من المواطنين المالطيين أن الله مَوجود.
- يَعتقد 3% من المالطيين أنه «يُوجد نوع من القوة أو روح الحياة» في الكون.
- يَعتقد 2% من المالطيين أنه «لا يُوجد نوع من روح الله أو قوة الحياة» في الكون.